# Harry Styles
Pour les articles homonymes, voir Styles (homonymie).
Harry Styles, né le 1er février 1994 à Redditch (Angleterre), est un auteur-compositeur-interprète, musicien et acteur britannique.
En 2010, il participe à l'émission de chant The X Factor et forme le boys band One Direction avec Niall Horan, Louis Tomlinson, Liam Payne et Zayn Malik. Ils font une pause en 2016 pour une durée indéterminée à la suite du départ du chanteur Zayn Malik.
Son premier album, Harry Styles est publié sous le label Columbia Records en 2017. Il se classe parmi les dix meilleurs albums au Royaume-Uni et aux États-Unis. En 2019, son deuxième album, Fine Line se hisse dans les premières places des classements mondiaux. Début 2022, il annonce la sortie d'un single intitulé As It Was, issu de son troisième album Harry's House. Ce titre bat des records, en restant en tête des classements depuis sa sortie.
Le chanteur fait également ses débuts dans le cinéma, notamment avec le film Dunkerque de Christopher Nolan. Il apparaît dans les films Don't Worry Darling de Olivia Wilde et My Policeman de Michael Grandage. Lors de la sortie du film Les éternels produit par Marvel Studios, Styles fait un caméo à la fin, annonçant son rôle de Starfox.
Il est le premier homme à poser pour le magazine Vogue en 2020. L'année suivante, il dévoile sa marque de cosmétique non genrée, Pleasing. Une collaboration entre le chanteur et la maison de haute couture Gucci voit le jour en novembre 2022.

## Biographie

### Jeunesse
Harry Edward Styles est le fils de Anne Twist (née Selley) et de Desmond Styles. Il a une grande sœur, Gemma Styles. Ses parents divorcent lorsqu'il n'a que 7 ans et il grandit auprès de sa mère et de son beau-père Robin Twist.
Enfant, il reçoit de la part de son grand-père un karaoké et il enregistre sa première chanson, The Girl of My Best Friend du chanteur américain Elvis Presley. Adolescent, il forme un groupe, White Eskimo et remporte une compétition locale. A 16 ans, il travaille dans une boulangerie avant de concourir pour le télé-crochet anglais.

### Carrière

#### 2010: The X Factor

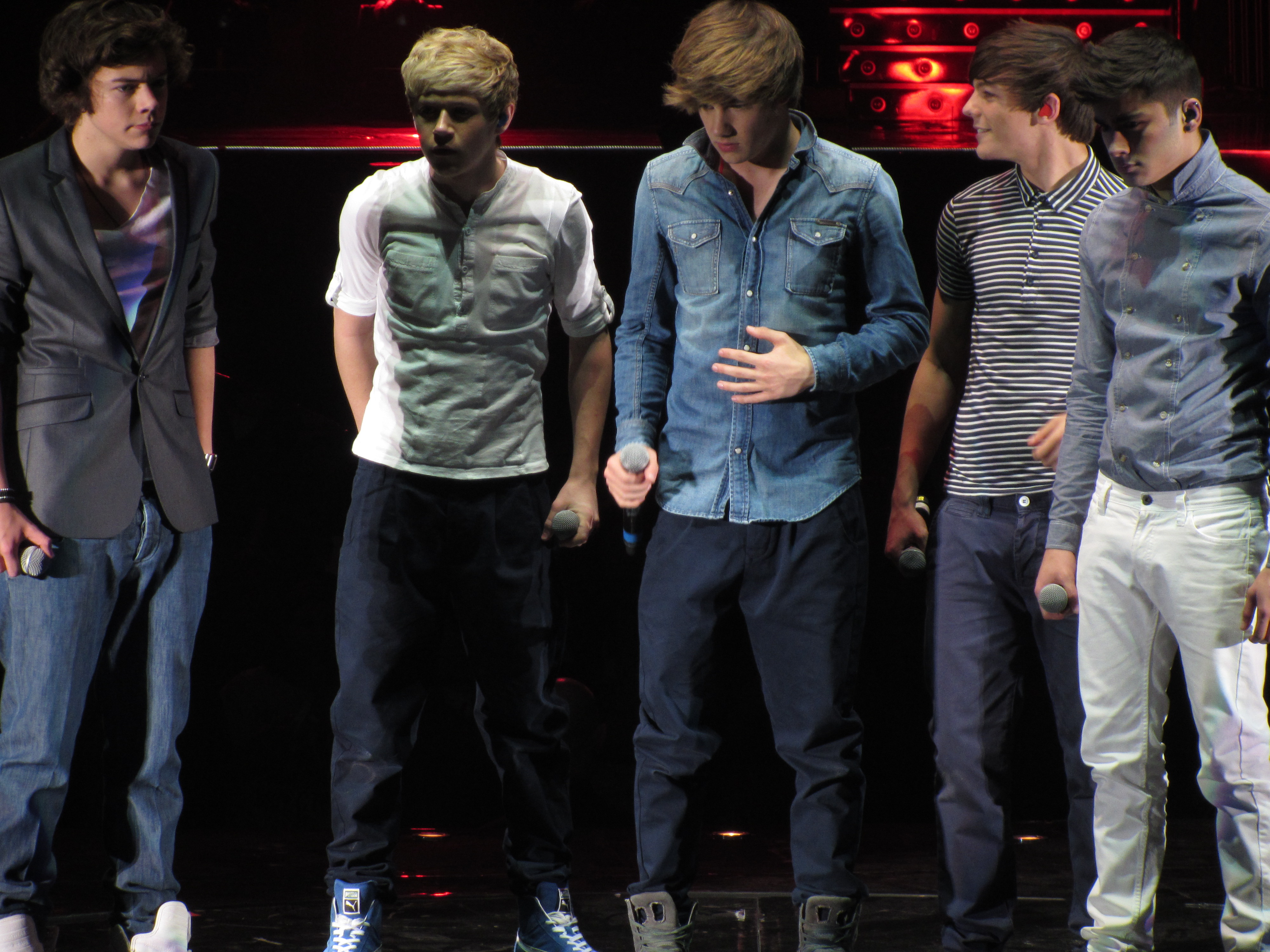
One Direction lors de la tournée X Factor en avril 2011 à Glasgow.

Il auditionne pour la septième saison et reprend la chanson Hey, Soul Sister du groupe Train. Cowell lui demande de chanter une autre chanson, a cappella cette fois, et Styles reprend la chanson Isn't She Lovely? de Stevie Wonder.  Il progresse dans la catégorie « Garçons » jusqu'à l'épreuve dite du bootcamp. Simon Cowell et Nicole Scherzinger prennent la décision de réunir Styles, Liam Payne, Niall Horan, Zayn Malik et Louis Tomlinson afin qu'ils forment ensemble un groupe,. Ensuite ils ont deux semaines pour apprendre à se connaître et s'entraîner en groupe. C'est Harry Styles qui trouve le nom du groupe : One Direction. Pour se qualifier dans la maison des juges, ils interprètent en version acoustique la chanson Torn reprise par Natalie Imbruglia.  Ils vont en finale et terminent 3e de la compétition mais gagnent en popularité au Royaume-Uni.
Le groupe signe un contrat avec le label discographique Syco Music.

#### 2011 - 2016: One Direction

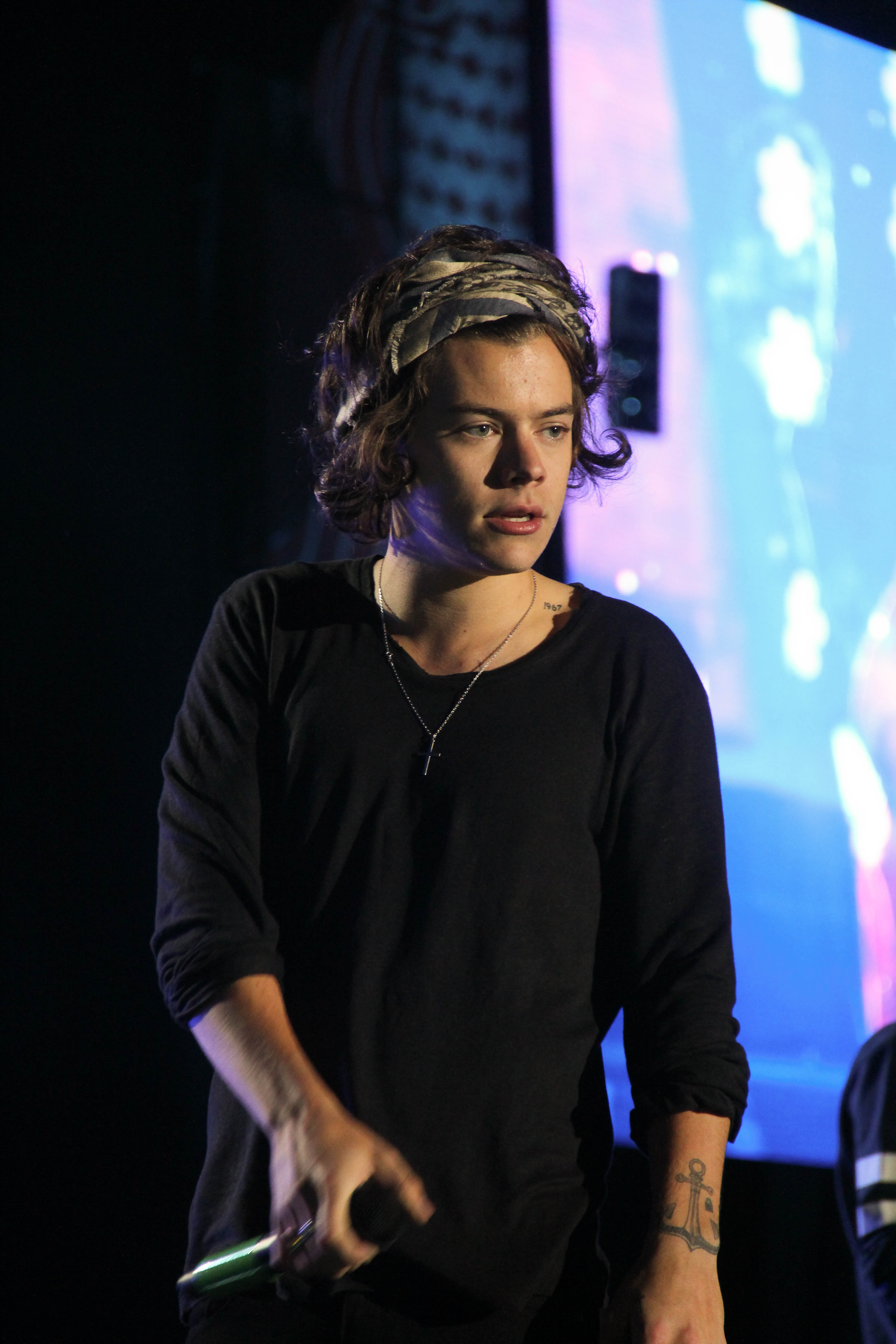
Harry Styles lors d'un concert des One Direction au Chili en avril 2014.

En janvier 2011, il est annoncé que le label de Simon Cowell, Syco Music, signe un contrat de 2 millions de livre sterling avec le groupe. Ils enregistrent leur premier album à Los Angeles pour travailler avec le producteur RedOne. Ils enregistrent également dans différents studios européens à Londres et à Stockholm, collaborent avec des producteurs tels que Carl Falk, Savan Kotecha, Steve Mac et Rami Yacoub. Leur premier album Up All Night, qui contient trois chansons co-écrites par Styles, sort le 18 novembre 2011 et devient le premier album d'un groupe britannique à atteindre la première place des charts américains. Leurs quatre albums suivants — Take Me Home (2012), Midnight Memories (2013), Four (2014) et Made in the A.M. (2015) — entrent tous directement à la première place des charts britanniques lors de leurs sorties,,,. Ils sont également le seul groupe à atteindre la première place du Billboard 200 avec quatre albums consécutifs. En 2014, il co-écrit la chanson Just a Little Bit of Your Heart présent sur l'album My Everything d'Ariana Grande. En 2015, Styles propose que le groupe fasse une pause à partir de 2016 pour ne pas « épuiser » les fans,.
En parlant de son expérience avec le groupe, Harry Styles révèle que l'hyper-visibilité qu'il a subie lors de ces années-là n'a pas toujours été facile à gérer. Il avoue aussi que son peu de présence sur les réseaux sociaux est la pression qu'il subissait alors pour être toujours accessible pour les fans. Il ajoute qu'il craignait également de dire certaines choses en interview car son contrat avec One Direction contenait une « cleanliness clause » qui rendait ledit contrat « nul et non avenu » s'il transgressait certaines règles de bonne conduite.

#### 2017-2019:Harry Styleset débuts au cinéma
Pour sa carrière solo, Harry Styles quitte l'ancien management de One Direction et rejoint Jeffrey Azoff chez Full Stop Management et signe un contrat solo avec Columbia Records. À la même période, il crée son propre label sous l'égide de Columbia, Erskine Records.
Le 25 mars 2017, un teaser du nouveau single de Harry passe sur la chaîne de télévision britannique ITV annonçant sa sortie le 7 avril 2017. À sa sortie, le premier single de Harry Styles intitulé Sign of the Times et inspiré de David Bowie et Queen se classe 1er des ventes ITunes en seulement 19 minutes, dans plus de 84 pays, battant le précédent record de la chanteuse Adele. Le clip l'accompagnant, réalisé par Woodkid, sort le 8 mai 2017 et montre Harry Styles volant et marchant sur l'eau. Ce dernier remporte le Brit Award du clip britannique de l'année (en) en 2018. Le single atteint la première place des charts britanniques et débute à la quatrième place du Billboard Hot 100,. Le magazine Rolling Stone la nomme meilleure chanson de 2017.

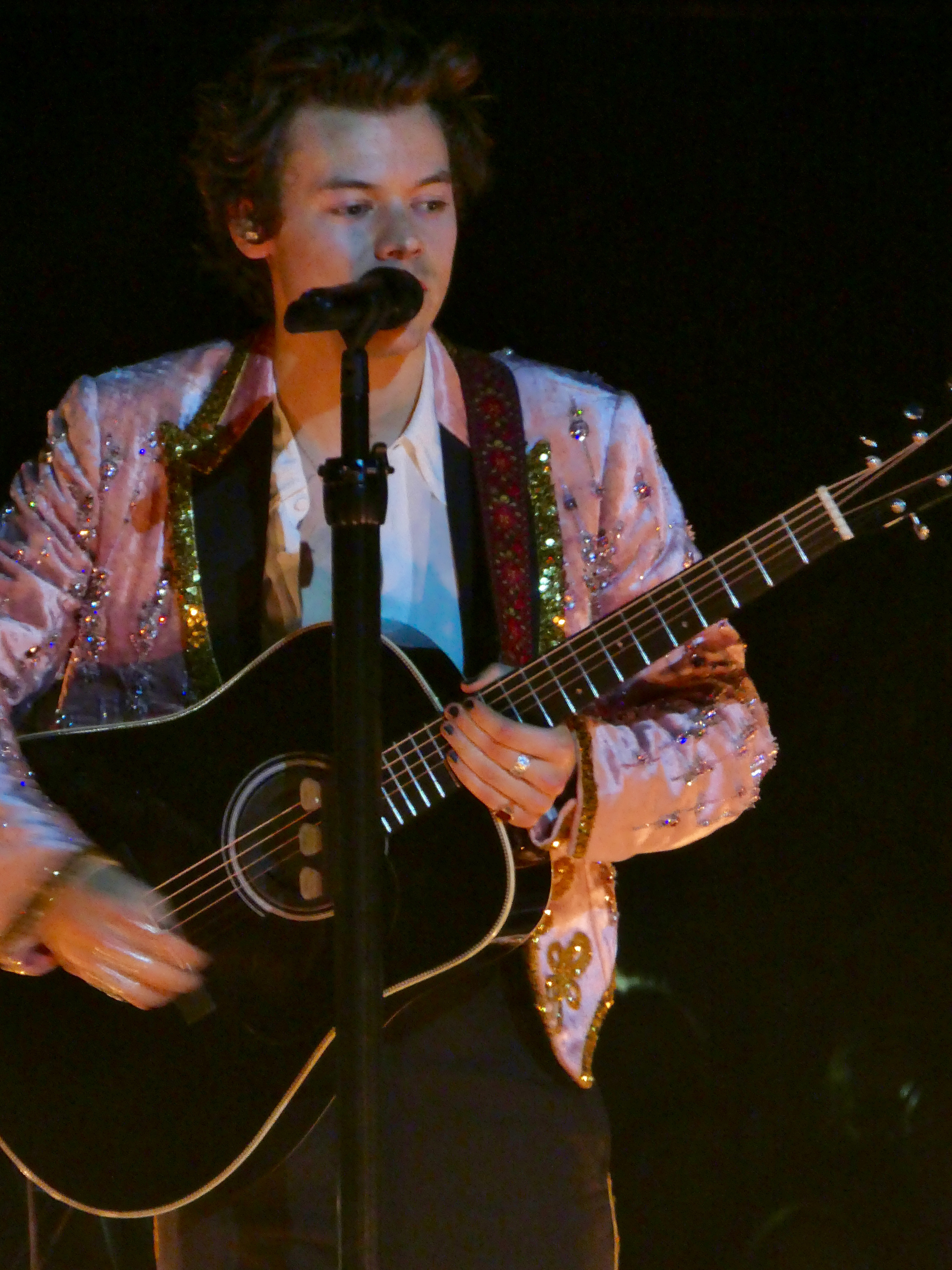
Harry Style à l'O2 Arena de Londres en avril 2018.

Son 1er album, Harry Styles est annoncé par son auteur lui-même pour le 12 mai 2017. Il contient 10 titres, dont son single Sign of the Times. Une semaine après sa sortie, plus de 230 000 exemplaires de celui-ci sont déjà écoulés aux États-Unis, plaçant le chanteur directement en première position du classement Billboard 200. Il devient alors historiquement le deuxième chanteur masculin britannique à réussir à se placer à ce rang-ci, derrière son ex-compère des One Direction : Zayn Malik. L'album est apprécié de la critique et est listé parmi les meilleurs albums de l'année par plusieurs magazines dont Rolling Stone et Billboard,. Deux autres singles sont extraits de l'album : Two Ghosts et Kiwi. Le clip de Kiwi sort le 8 novembre 2017 et il performe la chanson lors du Victoria's Secret Fashion Show qui se déroule le 20 novembre 2017 à Shanghai.
En septembre 2017, sa première tournée mondiale débute, Harry Styles: Live On Tour qui passe par l'Amérique du Nord, du Sud, l'Europe, l'Asie et l'Australie,. Avec Jack Antonoff et Ilsey Juber, il co-écrit la chanson Alfie's Song (Not So Typical Love Song) qui apparaît sur la bande originale de Love, Simon (2018).
En parallèle de sa carrière musicale, Styles fait ses débuts au cinéma dans Dunkerque de Christopher Nolan, y jouant un soldat britannique lors de l'évacuation de Dunkerque en 1940,. Choisi parmi « des centaines de jeunes hommes », Nolan avouera ne pas avoir su qui il était lors du casting et l'avoir choisi « parce qu'il correspondait à merveille au rôle et qu'il avait vraiment mérité une place à la table ». Il sert également en tant que producteur exécutif pour la sitcom de CBS Happy Together inspiré par les mois où il a vécu avec le producteur Ben Winston et sa femme.

#### 2019-2021:Fine Line
En octobre 2019, Harry Styles annonce la sortie de son deuxième album en solo Fine Line pour le 13 décembre 2019. Il dévoile quelques jours plus tard le single Lights Up issu de ce deuxième album qui entre directement à la troisième place des charts anglais. Adore You, le deuxième single est dévoilé et atteint la septième place des charts britanniques et la sixième des charts américains,. Le clip, tournée en Écosse et réalisé par Dave Meyers, est publié le 6 décembre. Une version longue de 8 minutes existe, donc les deux premières minutes sont narrées par la chanteuse Rosalía.
Fine Line sort le 13 décembre et atteint la deuxième place des charts britanniques et la première place des charts américains. La chanteuse Stevie Nicks compare l'album à Rumours des Fleetwood Mac et avoue avoir eu envie d'écrire de nouvelles musiques après l'avoir écouté. Le magazine Rolling Stone le place à la 491e place de ses 500 plus grands albums de tous les temps en 2021. Watermelon Sugar le quatrième single de l'album devient son quatrième single à atteindre le top 10 des charts britanniques et le premier à atteindre la première place des charts américains. En octobre 2020, il dévoile son cinquième single Golden dont le clip sort en même temps. Le 1er janvier 2021, il dévoile par surprise le clip de Treat People with Kindness.
Il apparaît en couverture du magazine américain Vogue pour décembre 2020, étant le premier homme, seul, à faire la couverture de ce magazine et porte une robe, faisant l'objet de critiques,,.
En mars 2021, il reçoit trois nominations pour la 63e cérémonie des Grammy Awards : Meilleure prestation pop solo pour Watermelon Sugar, meilleur album vocal pop pour Fine Line et meilleur clip pour Adore You. Il remporte finalement celui de la meilleure prestation pop solo. Le 11 mai 2021, il remporte le Brit Award de la meilleure chanson britannique de l'année pour Watermelon Sugar.
Prévue en 2020 mais décalée à cause de la pandémie de Covid-19, il commence sa seconde tournée Love on Tour le 4 septembre 2021 à travers les États-Unis puis l'Europe, l'Amérique du Sud, l'Asie et l'Océanie.
En novembre 2021, il fait une apparition sous les traits de Starfox dans la scène post-crédits des Éternels. Le mois suivant, il sort sa marque de produits cosmétiques et de vernis Pleasing.

#### 2022 - présent:Harry's House

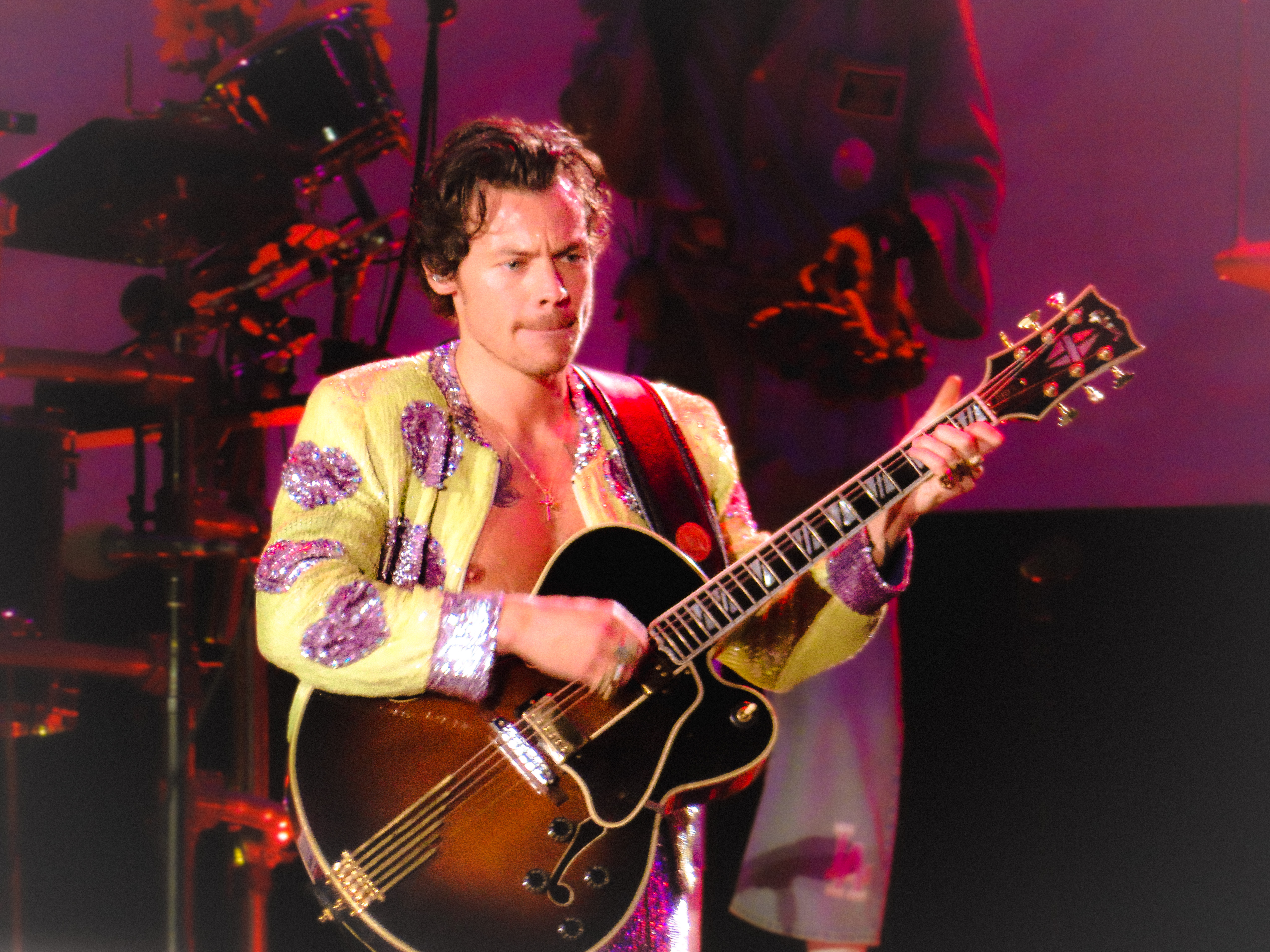
Harry Styles à la Jeunesse Arena de Rio de Janeiro en décembre 2022.

Son troisième album, Harry's House sort le 20 mai 2022 et bat des records en restant en tête des classements anglophones,.
Il est en tête d'affiche du festival de musique et d'arts de la vallée de Coachella en avril 2022.
Styles auditionne pour le rôle d'Elvis Presley dans le biopic musical Elvis de Baz Luhrmann. Ce dernier déclare que « Harry est un acteur très talentueux ... le vrai problème avec Harry, c'est qu'il s'agit de Harry Styles. C'est déjà une icône ». Néanmoins, le chanteur joue aux côtés de l'actrice Florence Pugh dans le thriller psychologique Don't Worry Darling, réalisé par Olivia Wilde. Présenté pour la première fois à la 79e édition du Festival international du film de Venise, le film, ainsi que son interprétation, reçoivent des critiques mitigées. Toujours en 2022, Styles joue aux côtés d'Emma Corrin dans My Policeman, une adaptation cinématographique du roman du même nom paru en 2012, dont la première se déroule au Festival international du film de Toronto.
Entre août et septembre 2022, dans le cadre de sa tournée Love on Tour, il donne 15 concerts à guichets fermés au Madison Square Garden. Pour marquer l'événement, une bannière permanente a été érigée en son honneur à l'intérieur de la salle.
En novembre 2022, une collection collaborative entre Alessandro Michele, directeur artistique de la maison de Haute couture Gucci et Harry Styles, intitulée « Gucci Ha Ha Ha » est mise en ligne.

### Vie privée

#### Vie sentimentale
De novembre 2011 à janvier 2012, Styles, âgé de 17 ans, fréquente l'animatrice de télévision Caroline Flack ; leur relation suscite une controverse, car elle a quatorze ans de plus que lui. 
Il est brièvement en relation avec la chanteuse et compositrice américaine Taylor Swift en 2012, ce qui amène les fans et les médias à spéculer sur le fait qu'ils écrivent des chansons l'un sur l'autre après leur rupture,. 
En 2013, il met fin à une brève liaison avec l'actrice et mannequin Millie Brady. 
Il fréquente le mannequin américain Kendall Jenner en 2016. 
Harry Styles entretient une relation en 2017 avec le mannequin franco-américain Camille Rowe, qui lui inspire son album Fine Line en 2019,. 
De fin 2021 jusqu'à fin 2022, le chanteur est en couple avec l'actrice et réalisatrice Olivia Wilde.

#### Sexualité
Interrogé sur son orientation sexuelle au printemps 2017 par le journal The Sun, le chanteur affirme : « Je n'ai jamais ressenti le besoin de poser une étiquette sur ma sexualité ni de m'expliquer sur ce sujet à propos de moi,. » Il a fait l'objet de rumeurs de la part de Larries, qui pensent qu'il est dans une relation amoureuse avec Louis Tomlinson,:173–174.

#### Politique
Politiquement, Harry Styles déclare soutenir le Parti travailliste. Il montre également son soutien lors de la campagne HeForShe de l'ONU pour l'égalité des sexes lancée par Emma Watson en septembre 2014 ainsi qu'envers la communauté LGBT,.

#### Sport
Le 2 mars 2025, il finit le marathon de Tokyo en 3h 24min 07sec,.

## Influences

### Style musical
La musique de Styles est définie comme soft rock, de la pop et du rock, avec des éléments de folk et de Britpop. Il est influencé par les artistes qu'il écoute en grandissant, tel que Pink Floyd, les The Rolling Stones, The Beatles et Fleetwood Mac, ainsi que par les textes de Harry Nilsson. Styles fait l'éloge des paroles de Nilsson, qu'il qualifie « d'authentiques, et si justes, et je pense que c'est parce qu'il n'essaie jamais de paraître intelligent ». Styles cite également Freddie Mercury, Elvis Presley et Paul McCartney comme influences, tout en mentionnant Shania Twain comme étant sa principale source d'inspiration, tant sur le plan musical que sur celui de la mode,.
Lorsqu'il était enfant, il dit avoir écouté l'album The Dark Side of the Moon de Pink Floyd, sorti en 1973, et déclare « Je ne comprenais pas vraiment, mais je me souviens avoir pensé : « Putain, c'est vraiment cool ». ».

### Sur scène
Depuis qu'il a quitté One Direction, Styles choisi de faire des tournées en tant qu'artiste rock avec un groupe d'accompagnement. En plus du chant, il joue de la guitare acoustique dans son groupe. Le guitariste principal Mitch Rowland et sa partenaire, la batteuse et chanteuse Sarah Jones, l'accompagnent sur ses tournées. Sa présence sur scène est comparée à celle de Freddie Mercury ou de Mick Jagger, tandis que son charisme et son sens de l'humour l'apparentent à Rod Stewart,.

## Image publique

### Mode

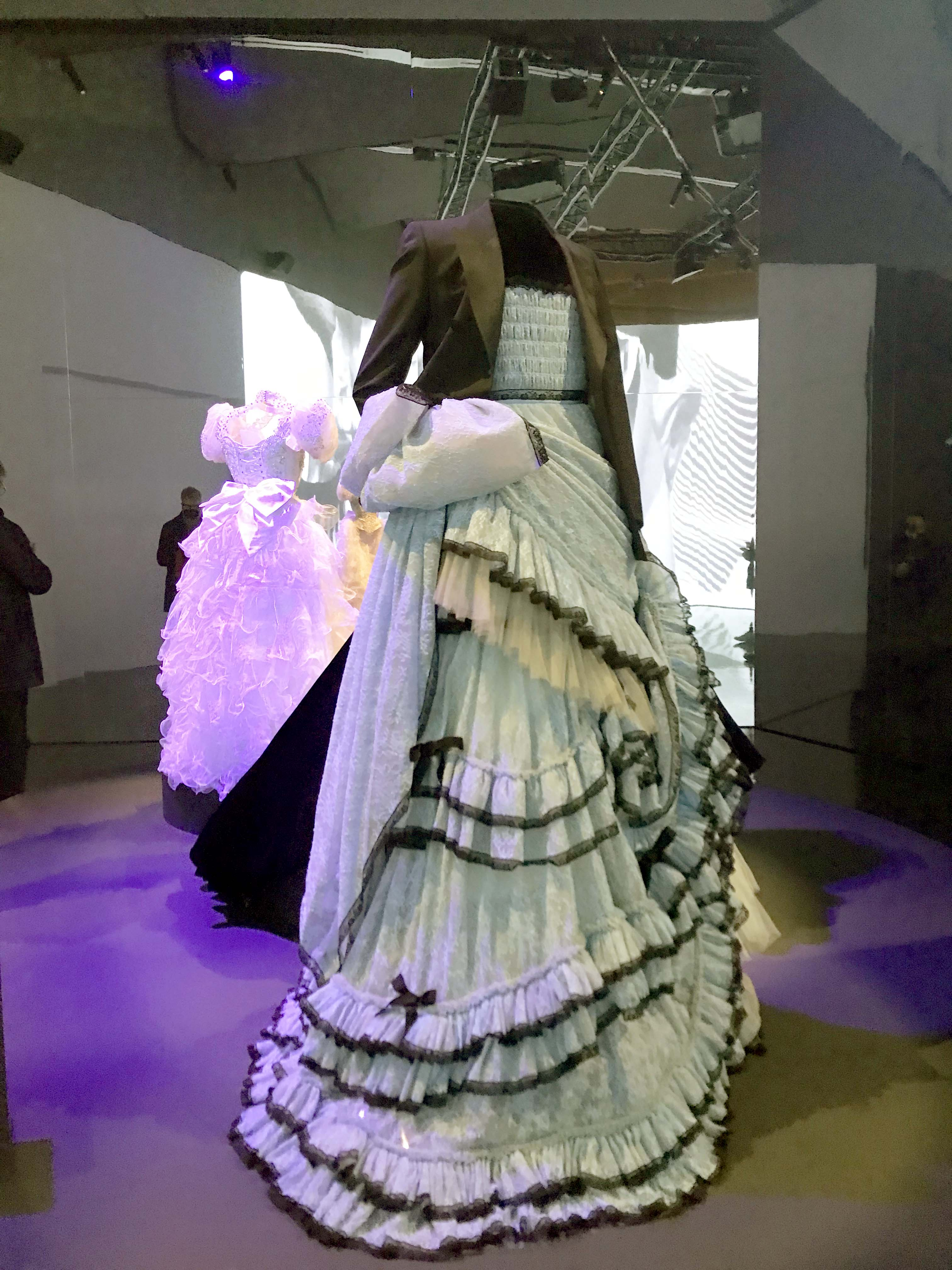
La robe portée par Harry Styles en couverture de Vogue en décembre 2020 exposée au Victoria and Albert Museum.

Styles portait des jeans slim, des chemisiers transparents, des imprimés floraux, des costumes flamboyants et des bottes à talons lorsqu'il était dans le groupe One Direction. Lors de la sortie de l'album Four du groupe en 2014, il collabore avec le styliste Harry Lambert. En 2016, le chanteur pose pour le magazine Another Man et son style est qualifié de « flamboyant, avant-gardiste et amusant ». Il commence à porter des gilets en laine, des pantalons baggy taille haute et des colliers de perle en 2019.
En 2020, il devient le premier homme à apparaître en solo sur la couverture du magazine Vogue. Des commentateurs conservateurs lui reprochent de porter une robe bleue signée Gucci ; Candace Owens exige que « la société ramène les hommes virils » et Ben Shapiro, de The Daily Wire, qualifie la couverture de « référendum sur la masculinité pour que les hommes portent des robes flottantes ». Styles répond aux critiques « Ne pas porter [quelque chose] parce que c'est un vêtement féminin, c'est se fermer à tout un monde de vêtements géniaux, ce qui est excitant en ce moment, c'est que vous pouvez porter ce que vous aimez car les lignes deviennent de plus en plus floues ». En 2022, la robe qu'il porte en couverture du magazine est intégrée à une exposition du V&A Museum intitulée Fashioning Masculinities : The Art of Menswear. Plusieurs autres tenues de Styles sont exposées dans des musées, notamment un costume en velours bleu au Rock and Roll Hall of Fame et un costume en cuir au Grammy Museum, L.A. Live. Le V&A Museum fait également l'acquisition d'un cardigan JW Anderson porté par Styles pendant les répétitions du Today plus tôt dans l'année en expliquant : « [ce cardigan est] un phénomène culturel qui témoigne du pouvoir de la créativité et des médias sociaux pour rassembler les gens en période d'extrême adversité. ».
En 2022, il crée en collaboration avec Alessandro Michele, le directeur de la création de Gucci, une capsule intitulée « HA HA HA ».

### Militantisme
Styles s'allie à la communauté LGBT dès 2013, lorsque l'Église baptiste de Westboro organise un piquet de grève lors d'un concert des One Direction. Il profite de ce moment pour prendre la parole sur Twitter en répondant qu'il « croit en l'égalité des droits pour tous ». En 2014, Styles rejoint la campagne #FirstSnog de l'association caritative Stonewall qui défend les droits LGBT pour célébrer leur 25e anniversaire et montre son soutien à Michael Sam, le premier joueur ouvertement gay sélectionné par une équipe de la NFL, en portant son maillot sur scène pendant un concert à Saint-Louis. En 2015, il brandit sur scène des drapeaux arc-en-ciel lancés par des fans et continue à le faire lors de ses tournées en solo,. Il aide également ses fans à faire leur coming-out lors de ses concerts et ses fans LGBT qualifient ses concerts de Safe Space,.
Styles déclenche un débat parmi les personnes LGBT sur le queerbaiting lorsqu'il porte une robe Gucci en couverture de Vogue en octobre 2020 et lors de sa soirée déguisée Harryween (contraction entre le prénom du chanteur et Halloween) en 2021, où il s'est déguisé en Dorothy du Magicien d'Oz. Il rejette la notion de queerbaiting et déclare « Je m'habille simplement de manière androgyne parce que les personnes que j'admire dans la musique — Prince, David Bowie, Elvis Presley, Freddie Mercury et Elton John — sont des showmen. Quand j'étais enfant, c'était complètement hallucinant. […] Il y a tellement de joie à jouer avec les vêtements. Je n'ai jamais vraiment réfléchi à ce que cela signifie - cela devient simplement une partie étendue de la création ».

### Fanbase
Ses fans sont appelées les « Harries ». Lors des concerts de Styles, ses fans s'habillent avec des tenues à paillettes, des chapeaux de cow-boys, des boas en plumes et des motifs fruités, inspirées des tenues du chanteur. Ce style est qualifié par des journalistes de mode comme étant un « véritable défilé de mode qui rivalise les cosplay et les défilés avec une touche disco des années 1970 »,. Ces mêmes journalistes, n'hésitent pas à comparer les concerts du chanteur au Met Gala.

## Distinctions
Le chanteur remporte un Premios Award, un Purecharts Award, un Pop Award, un Fashion Award, un UK Music Video Award, un Webby Award, deux Swiss Music Awards, deux Clio Awards, deux Prix Juno, deux NME Awards, deux NRJ Music Awards, trois American Music Awards, trois ARIA Music Awards, trois Grammy Awards, trois MTV Europe Music Awards, trois People's Choice Awards, quatre GAFFA Awards, quatre Kids' Choice Awards, quatre SEC Awards, cinq Global Awards, cinq MTV Video Music Awards, cinq Pollstar Awards, six BMI Awards, six Brits Awards, neuf Teen Choice Awards et douze IHeartRadio Music Awards,.

## Discographie

### Albums studio
- 2017 : Harry Styles
- 2019 : Fine Line
- 2022 : Harry's House

## Tournées
- 2017 – 2018 : Harry Styles: Live On Tour
- 2021 – 2023 : Love on Tour

## Filmographie

### Acteur

#### Cinéma
- 2017 : Dunkerque (Dunkirk) de Christopher Nolan : Alex
- 2021 : Les Éternels (Eternals) de Chloé Zhao : Éros / Starfox
- 2022 : Don't Worry Darling d'Olivia Wilde : Jack Chambers
- 2022 : My Policeman de Michael Grandage : Tom Burgess

#### Télévision
- 2012 : iCarly : lui-même (saison 6, épisode 2)

#### Documentaires
- 2013 : One Direction, le film (One Direction: This Is Us) de Morgan Spurlock : lui-même (documentaire)
- 2014 : One Direction: Where We Are de Paul Dugdale : lui-même (documentaire)
- 2017 : Harry Styles: Behind the Album de Paul Dugdale : lui-même (vidéofilm - documentaire)

### Producteur
- 2018 – 2019 : Happy Together (producteur délégué)

## Voix françaises
En France, c'est Gauthier Battoue qui le double dans la majeure partie de ses rôles au cinéma.
- Gauthier Battoue dans :
  - Dunkerque
  - Les Éternels
  - Don't Worry Darling
  - My Policeman